# Hermann Staudinger
Pour les articles homonymes, voir Staudinger.
Hermann Staudinger (23 mars 1881 à Worms, Grand-duché de Hesse - 8 septembre 1965 à Fribourg-en-Brisgau, Allemagne) est un chimiste allemand. En 1953, il reçut le prix Nobel de chimie « pour ses découvertes dans le champ de la chimie macromoléculaire » (il a notamment démontré l'existence des macromolécules qu'il a identifiées comme étant des polymères). Il a aussi découvert les cétènes, une famille de composés de structure R2C=C=O, ainsi que la réaction entre les azotures organiques RN3 et la triphénylphosphine, appelée aujourd'hui la réaction de Staudinger.

## Carrière
En 1903 il obtient son doctorat de l'université de Halle et prend son premier poste universitaire à l'université de Strasbourg, où il découvre les cétènes. En 1907 il devient professeur à l'université de Karlsruhe et en 1912 à l'école polytechnique fédérale de Zurich.
À partir de 1926 il fut professeur à l'université de Fribourg-en-Brisgau. En 1934, après avoir appris qu'il cherchait à obtenir la nationalité suisse pendant la Grande Guerre, le philosophe Martin Heidegger le dénonça au recteur de l'Académie comme un pacifiste caché. Staudinger fut invité à démissionner, mais il refusa et la question fut écartée pour éviter le scandale international.

## Chimie des polymères

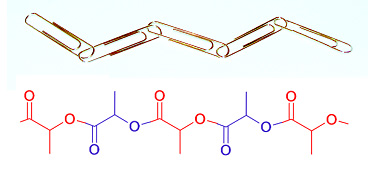
Polymère

Lorsqu'il travaillait à Karlsruhe et ensuite à Zurich, Staudinger a entrepris la recherche dans la chimie du caoutchouc, pour lequel des masses molaires très élevées avaient déjà été mesurées par les méthodes physiques de Raoult et van 't Hoff. En opposition aux idées courantes, Staudinger proposa en 1920 que le caoutchouc est une longue chaîne de courtes unités répétées reliées par des liaisons covalentes, et de même pour d'autres substances de masses molaires élevées, telles que l'amidon, la cellulose et les protéines.
À l'époque les chimistes organiciens les plus renommés, tels que Emil Fischer et Heinrich Wieland, croient que les valeurs élevées obtenues aux mesures de masse molaire sont des valeurs apparentes dues à l'agrégation de petites molécules en particules colloïdales. La plupart des collègues de Staudinger refusent d'accepter la possibilité que les petites molécules peuvent se relier par des liaisons covalentes pour faire des composés de masses molaires élevées. Cette situation est due en partie à la compréhension incomplète au début du XXe siècle de la structure moléculaire et de la liaison chimique.
Les années 1930 voient d'autres évidences appuyer l'hypothèse de Staudinger. Les masses molaires élevées sont confirmées par des mesures en solution de la pression osmotique, ainsi que des mesures de la viscosité effectuées par Staudinger. Les études de Herman Mark par la diffractométrie de rayons X fournissent des évidences directes des chaînes longues des unités moléculaires répétées. Aussi le travail synthétique sous la direction de Wallace Carothers démontre que les polymères, tels que le nylon et le polyester, peuvent être préparés par des réactions bien connues de la chimie organique.
Staudinger a constaté en effet que la force mécanique et l'élasticité des fibres naturelles dépendent de leur structure macromoléculaire, et a prévu la préparation des fibres artificielles à partir des macromolécules synthétiques. Ses recherches ont mené à la très grande variété de fibres, plastiques et autres produits macromoléculaires de nos jours.
Franc-maçon, il fut Maître de la loge de Zurich Modestia cum Libertate, appartenant à la Grande Loge  suisse Alpina.

## Publications
- H. Staudinger et J. Meyer, Helv. Chim. Acta 1919, 2, 635.